# Marwan I
Abu-l-Qàssim o Abu-Abd-al-Màlik Marwan (I) ibn al-Hàkam o, més senzillament, Marwan I —àrab: مروان بن الحكم, Marwān ibn al-Ḥakam— (623-685) fou califa omeia marwànida de Damasc (684-685). Era fill d'al-Hàkam ibn al-As i d'Amina bint Àlqama al-Kinaniyya. Descendia d'Abu-l-As, que era cosí del califa Uthman.
Va conèixer el Profeta i va adquirir un gran coneixement de l'alcorà. Sota Uthman va participar en una expedició a l'Àfrica del nord i el botí el va invertir en propietats a Medina. Hauria estat governador de Fars. El 656 durant el cop d'estat contra Uthman, va resultar ferit; poc després va participar en la batalla del Camell el 4 de desembre d'aquell any al costat d'Àïxa bint Abi-Bakr, però va aprofitar per ferir a Talha ibn Ubayd-Al·lah que considerava culpable de l'assassinat d'Uthman i després de la batalla va reconèixer a Alí ibn Abi-Tàlib.
Sota el califat de Muàwiya I va ser governador de Bahrayn (Aràbia oriental) i per dues vegades (661-668 i 674-677) de Medina, alternant amb els seus parents Saïd ibn al-As i al-Walid ibn Utba. El califa li va concedir el domini del palmerar de Fadak que després va passar als seus fills Abd-al-Màlik ibn Marwan i Abd al-Aziz ibn Marwan. Vers el final del seu regnat (680) Muàwiya va sospitar de les ambicions de Marwan, ja que la descendència d'Abu-l-As era més nombrosa que la de Harb l'avi de Muàwiya, i va adoptar a son germanastre putatiu Ziyad ibn Sumayya i va designar hereu al seu fill Yazid ibn Muawiya que després fou Yazid I.
Proclamat Yazid I les ciutats de l'Hedjaz van refusar el seu reconeixement (680). Marwan va aconsellar l'ús de la força al governador de Medina, al-Walid ibn Utba. Una expedició de Muslim ibn Uqba es va retirar a Síria (tardor del 683) i els omeies van acabar expulsats, i encara que van retornar sota la direcció d'Amir ibn Said al-Ashdak i de Marwan, foren forçats per les forces de l'anticalifa Abd-Al·lah ibn az-Zubayr d'abandonar el Hijaz i fugir a Síria (inicis del 684). Marwan hauria anat llavors a Palmira i no a Damasc on era el califa Muàwiya II ibn Yazid (683–684). A la mort d'aquest el suport per Ibn az-Zubayr es va estendre per Palestina i Síria, i Marwan va estar a punt de reconèixer-lo però no ho va fer sota pressió d'Ubayd-Al·lah ibn Ziyad, i va permetre presentar la seva candidatura a l'assemblea de sirians que s'havia de fer a Djabiya on s'havia d'elegir al califa successor. En aquesta assemblea, amb el suport del caps del Djudham, Rawh ibn Zinbà, fou nomenat califa amb Khàlid ibn Yazid ibn Muàwiya i Amr ibn Saïd al-Àixdak com a hereus. Amb aquesta designació i el suport dels kalbites manats per Ibn Bahdal, Marwan va derrotar els kaysites manats per ad-Dahhak ibn Qays al-Fihrí a la batalla de Mardj Rahit datada generalment el 18 d'agost de 684. Una vegada consolidat al tron es va casar amb Umm Hashim Fakhita bint Ani Hashim ibn Utba, vídua de Yazid I i mare dels seus dos fills, que li permetia establir un enllaç amb els sufyànides.
Va tenir un regnat ple d'activitat militar: va expulsar d'Egipte al governador zubàyrida Abd-ar-Rahman ibn Utba al-Fihrí (Ibn Djahdam) vers febrer del 685 i el va substituir pel seu propi fill Abd-al-Aziz ibn Marwan, i el seu germà Abd-al-Màlik ibn Marwan fou designat hereu. Un atac zubàyrida (dirigit per Mússab ibn az-Zubayr) a Palestina fou rebutjat i podria ser que un exèrcit de Marwan hagués envaït llavors Hedjaz manat per Hubaysh ibn Duldja que hauria estat rebutjat a al-Rabadha (a l'est de Medina), però les informacions en aquest punt són confoses i contradictòries. Va adoptar mesures per recuperar l'Iraq que s'havia declarat pels zubàyrides, i hi va enviar un exèrcit manat per Ubayd-Al·lah ibn Ziyad, que va deixar enrere el centre qaysita hostil de Kirkisiya (a la Djazira) i va arribar a al-Raqqà, però en arribar aquí va saber la mort del califa.
Marwan va morir la primavera del 685 probablement a causa d'una epidèmia que afectava aquell any a Síria. El dia és incert; els historiadors musulmans donen entre el 10 i el 13 d'abril, i Elies de Nisibin dona el 7 de maig. No és clar tampoc si va morir a Damasc o a al-Sinnabra a la vora del llac Tiberíades (la seva residència d'hivern). El seu regnat va durar entre 8 i 9 mesos. Els historiadors diuen que tenia 63 anys. El va succeir el seu fill Abd-al-Màlik ibn Marwan i sembla que els dos hereus designats a Djabiya que foren apartats, no van presentar oposició.